# Харе-Пу
Харе-Пу (перс. خره پو) — село в Ірані, у дегестані Калішам, у бахші Амарлу, шагрестані Рудбар остану Ґілян. За даними перепису 2006 року, його населення становило 343 особи, що проживали у складі 107 сімей.

## Клімат
Середня річна температура становить 9,72°C, середня максимальна – 25,88°C, а середня мінімальна – -8,13°C. Середня річна кількість опадів – 346 мм.
| Клімат поселення                              | Клімат поселення | Клімат поселення | Клімат поселення | Клімат поселення | Клімат поселення | Клімат поселення | Клімат поселення | Клімат поселення | Клімат поселення | Клімат поселення | Клімат поселення | Клімат поселення | Клімат поселення |
| Показник                                      | Січ.             | Лют.             | Бер.             | Квіт.            | Трав.            | Черв.            | Лип.             | Серп.            | Вер.             | Жовт.            | Лист.            | Груд.            |                  |
| Середній максимум, °C                         | 3,90             | 4,71             | 7,62             | 14,20            | 19,28            | 23,91            | 25,39            | 25,88            | 22,98            | 18,40            | 11,90            | 6,03             |                  |
| Середня температура, °C                       | −2,11            | −1,29            | 1,61             | 8,18             | 13,25            | 17,88            | 20,12            | 20,63            | 17,72            | 13,14            | 6,62             | 0,79             |                  |
| Середній мінімум, °C                          | −8,13            | −7,32            | −4,41            | 2,18             | 7,24             | 11,87            | 14,88            | 15,39            | 12,48            | 7,89             | 1,38             | −4,47            |                  |
| Норма опадів, мм                              | 34               | 37               | 59               | 49               | 34               | 9                | 8                | 6                | 6                | 25               | 36               | 43               |                  |
| Середньомісячна швидкість вітру, м/с          | 1.86             | 2.43             | 2.72             | 3.04             | 2.78             | 2.72             | 2.81             | 2.63             | 2.32             | 2.28             | 2.12             | 1.80             |                  |
| Середньомісячна сонячна радіація, кДж/м²·день | 7584             | 10105            | 12743            | 16817            | 21136            | 24815            | 25238            | 22111            | 18494            | 12953            | 9446             | 7313             |                  |
| --------------------------------------------- | ---------------- | ---------------- | ---------------- | ---------------- | ---------------- | ---------------- | ---------------- | ---------------- | ---------------- | ---------------- | ---------------- | ---------------- | ---------------- |
| Джерело:                                      |                  |                  |                  |                  |                  |                  |                  |                  |                  |                  |                  |                  |                  |